# Phrurotimpus woodburyi
Phrurotimpus woodburyi är en spindelart som först beskrevs av Chamberlin och Willis J. Gertsch 1929.  Phrurotimpus woodburyi ingår i släktet Phrurotimpus och familjen flinkspindlar. Utöver nominatformen finns också underarten P. w. utanus.